# IC 1391
IC 1391 ist eine elliptische Galaxie vom Hubble-Typ E0 im Sternbild Aquarius auf der Ekliptik. Sie ist schätzungsweise 409 Millionen Lichtjahre von der Milchstraße entfernt.
Das Objekt wurde am 3. August 1892 von Stéphane Javelle entdeckt.